# Héraclite et Démocrite (Salieri)

Héraclite et Démocrite (en italien,Eraclito e Democrito) est un opéra en deux actes du compositeur Antonio Salieri sur un livret de Giovanni de Gamerra dont la première représentation eut lieu au Burgtheater de Vienne le 13 août 1795.
L'opéra eut un succès modeste, avec moins de vingt représentations. Une autre représentation eut lieu à Berlin en 1796.

## Discographie
- L'ouverture d'Héraclite et Démocrite est incluse dans Salieri : Ouvertures, CD publié par Naxos. Chef d'orchestre Michael Dittrich ; Orchestre de la radio slovaque[4].